# بالش (پول)
بالش نام واحدی از پول در عصر مغول مربوط به قرن هشتم ه‍.ق بوده‌است. این واحد پول بیشتر در شرق امپراطوری مغول رواج داشته‌است. این پول در عهد ایلخانان مغول در ایران نیز رواج داشته‌است. جنس این پول از طلا و نقره بوده‌است که دارای وزن پانصد مثقال بوده‌است.قیمت هر بالش طلا طبق برخی منابع ۲۰۰۰ دینار و قیمت هر بالش نقره حدود ۲۰۰ دینار بوده‌است.